# صابر محفوظ لحمر
صابر محفوظ لحمر (ولد في 22 مايو 1969) هو مواطن بوسني اعتقلت السلطات الأمريكية لمدة ثماني سنوات وثمانية أشهر في مخيمات الاعتقال بمعتقل غوانتانامو في كوبا.

## نشأته
ولد صابر في أسرة مسلمة في قسنطينة في الجزائر، وتخرج من الجامعة الإسلامية بالمدينة المنورة.

## اعتقاله في غوانتانامو
تم اعتقاله في البوسنة والهرسك في  يناير 2002، ووصل إلى غوانتانامو في 21 يناير 2002. 

## إطلاق سراحه
وفي عام 2009 تم إطلاق سراحه من معتقل غوانتانامو بعد أن وافقت فرنسا على استقباله على أراضيها، وتم نقله إلى هناك في 30 نوفمبر 2009، ويعيش حاليًا في بوردو.

## وصلات خارجية
- "مقابلة مع المعتقل السابق في غوانتانامو صابر لحمر في باريس"، أندي ورثينجتون، 18 فبراير 2011
- "جزائري يقاضي الولايات المتحدة بسبب اعتقاله في غوانتانامو" فرانس برس مايو 2011